# 錢提克勒 (阿肯色州)
錢提克勒（英語：Chanticleer）是位於美國阿肯色州奇科特縣的一個非建制地區。該地的面積和人口皆未知。

## 地理
錢提克勒的座標為33°18′03″N 91°16′45″W / 33.30083°N 91.27917°W，而該地的平均海拔高度為38米（即125英尺）。